# Jean Sarkozy
Pour les articles homonymes, voir Sarkozy (homonymie).
Jean Sarközy de Nagy-Bocsa, dit Jean Sarkozy, né le 1er septembre 1986 à Neuilly-sur-Seine, est le fils de l'ancien président de la République Nicolas Sarkozy. Membre du parti politique Les Républicains, il a été conseiller général des Hauts-de-Seine, élu dans le canton de Neuilly-sur-Seine-Sud, de 2008 à 2015.

## Biographie

### Enfance
Jean Nicolas Brice Sarközy de Nagy-Bocsa naît le 1er septembre 1986[réf. souhaitée] à Neuilly-sur-Seine. Il est le second fils issu du mariage de Nicolas Sarkozy et de Marie-Dominique Culioli, né un an après son frère Pierre. Baptisé, Jean a pour parrain Brice Hortefeux,. Ses parents se séparent en 1988 et divorcent en 1996. Durant ces huit années de séparation, son père vit avec sa nouvelle compagne Cécilia Ciganer et voit régulièrement Pierre et Jean. Ils sont élevés par leur mère.

### Études
En 1997, Jean Sarkozy entre au collège Sainte-Croix, puis en 2001 au lycée Pasteur, deux établissements situés à Neuilly-sur-Seine. En 2004, il obtient son baccalauréat littéraire avec une mention bien.
En septembre 2004, il entre en classe préparatoire (hypokhâgne) au lycée Henri-IV mais il se fait renvoyer de l'établissement et donc ne poursuit pas ses études. Il fut par ailleurs scolarisé à Saint-Martin de France à Pontoise.
En septembre 2005, il entre en classe préparatoire ENS Cachan (filière D1) au lycée Turgot à Paris, mais il n'est pas admis en deuxième année.
En 2005-2006, il suit des cours de comédie, auprès de Jean-Laurent Cochet. Jean Sarkozy a été pressenti en 2008 pour jouer Oscar aux côtés de Sophie Tapie, fille de Bernard Tapie, mais il finit par y renoncer.
En septembre 2006, il s'inscrit à l'université Paris 1 Panthéon-Sorbonne pour suivre des études de droit. Il valide sa première année, mais échoue deux fois en deuxième année. En septembre 2009, après obtention d'une dérogation, il entame pour la troisième fois sa deuxième année, par correspondance. En octobre 2010, il obtient sa deuxième année de droit. À l'été 2011, alors âgé de 25 ans et après sept années d'études supérieures, il obtient sa licence en droit du Centre audiovisuel d'études juridiques, rattaché administrativement à l'université Panthéon-Sorbonne, avec mention bien. En 2012, il poursuit deux masters : l'un en droit privé, l'autre en droit des affaires toujours au Centre audiovisuel d'études juridiques. En juin 2013, il est diplômé et major de promotion du master 2 recherche en droit du patrimoine approfondi de l'université Panthéon-Sorbonne mais est recalé à l'examen d'entrée du barreau. Il commence ensuite à préparer une thèse de doctorat en droit privé à l'université Panthéon-Sorbonne, qu'il ne soutient pas. En 2016, il reprend ses études en formation continue et obtient fin 2017 un Executive Master en Finance de l'ESCP Business School.

### Parcours politique (2008-2015)

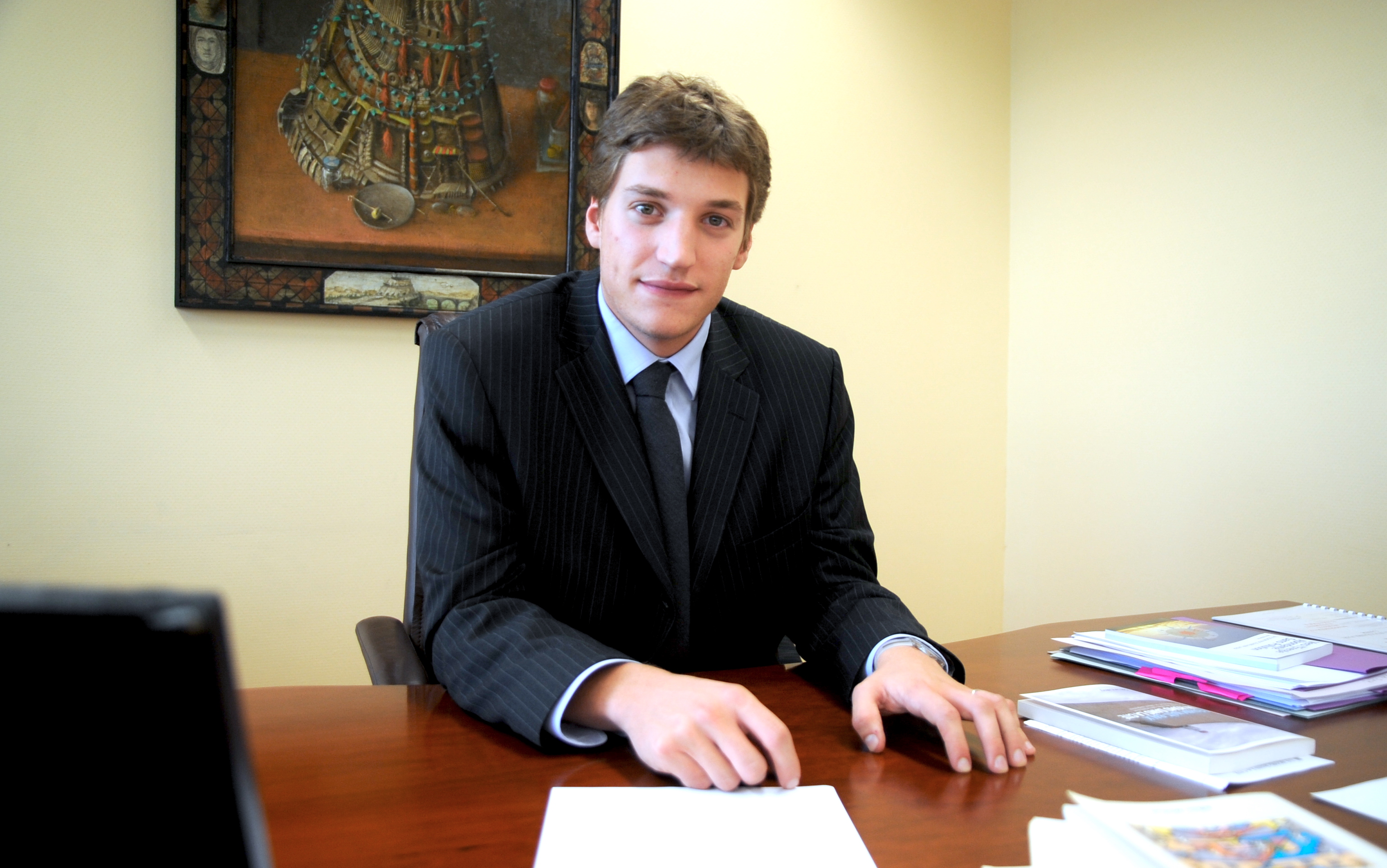
Jean Sarkozy, le 12 octobre 2009 à Paris.

Parallèlement à ses études universitaires, Jean Sarkozy s'implique dans la politique locale de Neuilly-sur-Seine, et participe aux élections municipales de mars 2008. Durant cette campagne, il est sur la liste du candidat de l'UMP et porte-parole de l'Élysée David Martinon, qui voit s'opposer à lui Jean-Christophe Fromantin, candidat divers droite. Après la publication dans Le Figaro d'un sondage confidentiel défavorable à Martinon, Jean Sarkozy et les deux principaux colistiers de David Martinon révisent leur positionnement, et décident de ne plus soutenir leur tête de liste, mais proposent en revanche « une liste de rassemblement », qu'ils souhaitent conduire. Le 11 février, David Martinon se retire de la course, puis remet également sa démission de son poste de porte-parole de l'Élysée, qui est refusée. Le 12 février, la liste du candidat divers droite Jean-Christophe Fromantin reçoit le soutien de l'UMP. Cette dernière liste obtient la majorité des voix à l'élection.
Jean Sarkozy est élu lors des élections cantonales des 9 et 16 mars 2008 à Neuilly-sud (Hauts-de-Seine) et devient le plus jeune conseiller général de France, jusqu'à ce que Clara Dewaele devienne à 21 ans conseillère générale du canton de Morteaux-Coulibœuf (Calvados) en septembre de la même année.
Le 16 juin 2008, Jean Sarkozy est élu président du groupe UMP-Nouveau Centre-divers droite du conseil général des Hauts-de-Seine. Cette candidature « surprise »[réf. nécessaire] à l'assemblée départementale est intervenue alors que les tractations à la présidence du groupe UMP étaient bien avancées au profit d'Hervé Marseille, conseiller général et maire Nouveau Centre de Meudon, soutenu par le président du conseil général des Hauts-de-Seine Patrick Devedjian. Pour succéder à la tête du groupe à Jean-Jacques Guillet, député et maire (UMP) qui ne peut pas cumuler les mandats, et après quelques négociations pour préserver l'unité de la majorité présidentielle, Jean Sarkozy obtient la présidence du groupe alors que le candidat annoncé n'obtient que la vice-présidence.
À la suite des élections cantonales de 2011 et de la réélection de Patrick Devedjian à la tête du conseil général des Hauts-de-Seine, Jean Sarkozy quitte la présidence du groupe UMP-NC-DVD pour devenir 7e vice-président de l'assemblée départementale, chargé de l'économie sociale et solidaire.
En janvier 2015, il annonce qu'il renonce à briguer un nouveau mandat aux élections départementales.

### Carrière professionnelle (depuis 2013)
Il a été vacataire chargé d'enseignement en droit des sociétés à l'université Paris-XII. Il y a donné également des cours de droit commercial et de droit des contrats spéciaux.
Jean Sarkozy travaille comme juriste au sein du cabinet d'avocats Realyze (anciennement Claude et Sarkozy) ; son père est l'un des quatre associés.

### Vie personnelle
Le 10 septembre 2008, il épouse Jessica Sebaoun, à Neuilly-sur-Seine, qu'il connaît depuis le lycée. Elle est la fille d'Isabelle Darty et la petite-fille de Bernard Darty, l'un des fondateurs de la société du même nom. Le couple a deux enfants : Solal (né le 13 janvier 2010) et Lola (née le 16 avril 2012).
Jean Sarkozy est caricaturé en février 2008 par une marionnette à son effigie dans l'émission télévisée satirique Les Guignols de l'info.

## Controverse autour de l'EPAD
Le 8 octobre 2009, les médias annoncent que Jean Sarkozy pourrait accéder à la présidence de l'Établissement public pour l'aménagement de la région de la Défense (EPAD), pour succéder à Patrick Devedjian, qui est atteint par la limite d'âge du poste fixé à 65 ans à défaut d'une prolongation de deux ans de son mandat par le gouvernement. Cet organisme est chargé de l'aménagement urbain et de l'attribution des marchés immobiliers au sein du quartier d'affaires de La Défense. Hervé Marseille, un des administrateurs de l'établissement public en qualité de conseiller général, aurait remis sa démission afin de permettre l'arrivée de Jean Sarkozy à l'EPAD,. La désignation du président aura lieu le 4 décembre.

### Réactions de l'opposition
À l'annonce de cette potentielle présidence, l'opposition politique regrette que les choix se tournent vers un « si jeune homme » « sans aucune compétence particulière », à savoir « le fils du président de la République », pour « devenir le président d'un établissement public avec un (tel) budget ». Elle dénonce la « concentration du pouvoir dans les mains d'un clan ». Les critiques portent sur l'absence évidente de diplôme universitaire et d'expérience professionnelle. Elles rejoignent celles de Patrick Jarry, maire de Nanterre, et de Jean-Paul Huchon, président de la région. Le quotidien Libération parle de « népotisme », terme utilisé par des journaux étrangers,,. Une pétition en ligne d'un conseiller municipal de Puteaux Christophe Grébert (Mouvement démocrate) pour qu'il renonce à postuler à ce poste a reçu plus de 93 000 signatures,. La polémique agite la blogosphère et les réseaux sociaux,,,,,. Pour les sociologues Michel Pinçon et Monique Pinçon-Charlot, cette affaire relève du « népotisme de nouveau riche » car Nicolas Sarkozy « brûle les étapes dans son ambition de créer une lignée ». Pour le professeur de droit constitutionnel Dominique Rousseau, « cet événement n'est pas symbolique de la Ve République, mais plutôt de la culture monarchiste française latente dans notre pratique politique et constitutionnelle depuis 1789 ».

### Réactions de la majorité présidentielle
Selon des personnalités de la majorité comme François Fillon ou Jean-François Copé,, Jean Sarkozy tire sa légitimité de son élection au conseil général dans le canton de Neuilly-Sud,. Ils comparent son cas à celui de Martine Aubry, fille de Jacques Delors,. À ce propos, Arnaud Montebourg fait remarquer que la carrière de la première secrétaire du Parti socialiste n'est pas comparable à celle de Jean Sarkozy. Son cas est également comparé[Par qui ?] à celui de Marine Le Pen (fille de Jean-Marie Le Pen), de Louis Giscard d'Estaing (fils de Valéry Giscard d'Estaing) et de Marie Bové (fille de José Bové). Pour Luc Chatel et Henri Guaino, sa filiation avec le président de la République ne lui donne ni lui retire des droits. Malgré l'unité affichée, des députés UMP s'inquiètent des retombées potentielles de cette affaire sur l'opinion publique et l'électorat.

### Retours de Jean et Nicolas Sarkozy
Interviewé à la télévision sur la chaîne France 3 le 13 octobre 2009, Jean Sarkozy déclare qu'il ira « jusqu'au bout ». Cette intervention prend un relief particulier comparée au discours le même jour, à l’Élysée, de Nicolas Sarkozy : « La création du lycée (…) c'est un geste qui signifiait, très concrètement, la fin des privilèges de la naissance. Cela voulait dire : désormais, en France, c'est de l'école que sortiront les élites. Et pas de la naissance. Cela voulait dire : désormais, ce qui compte en France pour réussir, ce n'est plus d'être "bien né" : pour réussir, il faut travailler dur, et avoir fait la preuve, par ses études, par son travail, de sa valeur ». Le 15 octobre 2009, Nicolas Sarkozy donne un entretien au Figaro dans lequel il déclare : « À travers cette polémique, qui est visé ? Ce n'est pas mon fils. C'est moi. »

### Hostilité de la population
Les sondages d'opinion montrent l'hostilité des Français à la candidature de Jean Sarkozy à la présidence de l'EPAD, 64 % s'y opposant selon un sondage CSA du 16 octobre 2009,,.  Le 22 octobre, Jean Sarkozy annonce dans le journal de 20 h de France 2 qu'il renonce à présenter sa candidature à la présidence de l'EPAD, mais compte intégrer son conseil d'administration. D'après Le Monde, cette décision aurait été prise à la suite d'une réunion à l'Élysée avec son père en présence de Claude Guéant dans l'espoir de calmer les remous profonds provoqués dans l'électorat de droite par cette affaire. Le 23 octobre, Jean Sarkozy est élu administrateur de l'EPAD, par 30 voix contre 15 pour son adversaire.

### Diffusion à l’international
Durant le mois d'octobre, l'information est rapportée par les médias étrangers, chaînes de télévision et journaux. La télévision chinoise évoque cette question, ainsi CCTV diffuse un reportage de 3 minutes, retraçant le parcours surprenant de « Jean Sarkozy, fils du président français Nicolas Sarkozy », 23 ans, qui se voit confier le plus vaste projet d'Europe. Le quotidien Le Pays du Burkina Faso indique que l'Afrique n'a plus l'exclusivité des fils de président qui ont de l'ambition à revendre. Le Daily Telegraph, un quotidien du Royaume-Uni, le compare ironiquement à Alexandre le Grand, Cléopâtre ou Mozart. La Libre Belgique, un quotidien belge francophone, évoque une « amnésie collective » rappelant les nominations de proches de Carla Bruni-Sarkozy à la tête de grandes institutions culturelles et les carrières des enfants des Présidents de la République précédents. Nicolas Sarkozy avait quant à lui, lors de sa candidature à la présidence de la République, promis que « la France aurait une République exemplaire, caractérisée notamment par des nominations irréprochables ».

### Conclusion
À la suite de cette polémique, Jean Sarkozy renonce à briguer ce poste : le 4 décembre 2009, Joëlle Ceccaldi-Raynaud (fille de Charles Ceccaldi-Raynaud) est élue présidente du conseil d'administration de l'Établissement public d'aménagement de la Défense (EPAD), tandis que Jean Sarkozy en devient administrateur.